# Juan Zanelli
Juan Zanelli (Iquique, 1906 – Tolosa, 19 agosto 1944) è stato un pilota automobilistico cileno.

## Biografia

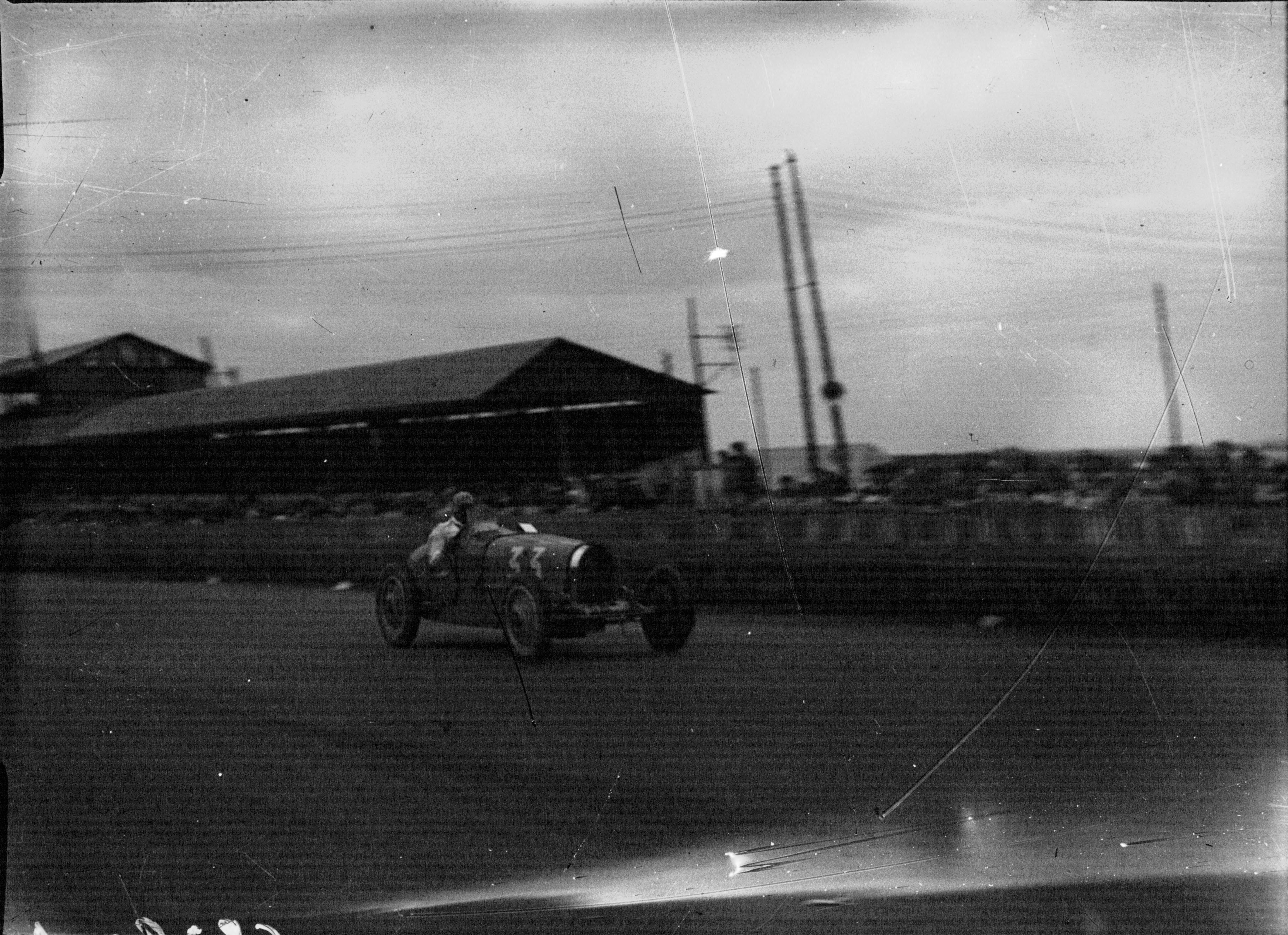
Juan Zanelli al Bugatti Grand Prix 1929

Nacque a Iquique in Cile nel 1906, in seguito si trasferì in Francia dove gareggiò soprattutto per Ettore Bugatti. Corse nei Gran Premi automobilistici e in salita dal 1929 al 1936. Con una Bugatti vinse il GP Bugatti del 1929 e 1930 a Le Mans, arrivò 8° ad Alessandria nel 1929 e 2° nel 1930, 2° al GP della Marna del 1929 e 3° al GP di Francia del 1930 a Pau. Vinse il Gran Premio del Penya Rhin del 1933 a Barcellona su un'Alfa Romeo. Zanelli vinse anche il Campionato Europeo di salita 1931.
Morì durante uno scontro armato tra i membri della Resistenza francese (di cui ne faceva parte) e membri della Gestapo, nelle strade di Tolosa in Francia il 19 agosto 1944.

## Palmarès
- Campionato europeo della montagna: 1
1931 su Nacional-Pescara